# Markku Reijonen
Markku Reijonen (* 30. August 1952) ist ein ehemaliger finnischer Skispringer.
Bei der Skiflug-Weltmeisterschaft 1981 in Oberstdorf belegte Reijonen den vierten Platz. Am 30. Dezember 1981 gab er sein Debüt im Skisprung-Weltcup. Beim Auftaktspringen zur Vierschanzentournee 1981/82 erreichte er in Oberstdorf den 40. Platz. In Garmisch-Partenkirchen wurde er 43., bevor er in Innsbruck und Bischofshofen nur auf Platz 76 und 75 landete. Am 24. Januar 1982 erreichte er in Thunder Bay mit Platz 14 seine ersten und einzigen beiden Weltcup-Punkte. Am Ende der Weltcup-Saison 1981/82 stand er gemeinsam mit dem Deutschen Stefan Stannarius und seinem Landsmann Harry Nakari auf Platz 63 der Gesamtwertung.